# Dům U Božího oka
Dům U Božího oka, též dům Křineckých z Ronova, nebo dříve také U Tří obrazů, je dům čp. 634 na Starém Městě v Praze v ulici Malá Štupartská č. 7. Stojí mezi Modrým a Berglerovským domem naproti klášteru minoritů u kostela svatého Jakuba v těsné blízkosti kostela svatého Jakuba Většího. Je jedním z domů, které tvoří komplex Týna památkově chráněný od roku 1964.

## Dějiny domu

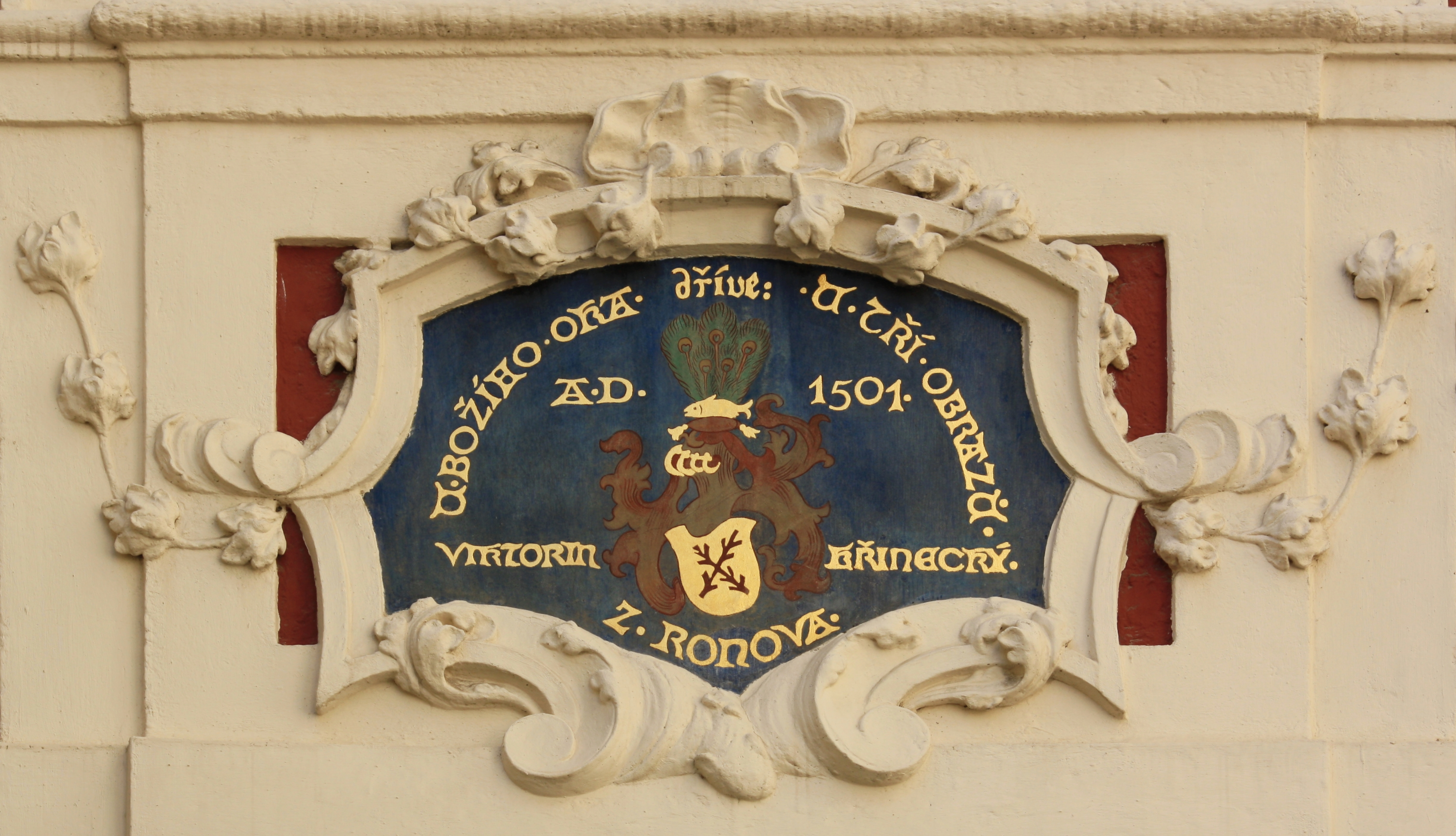
Detail malby z domu U Božího oka, dříve U Tří obrazů

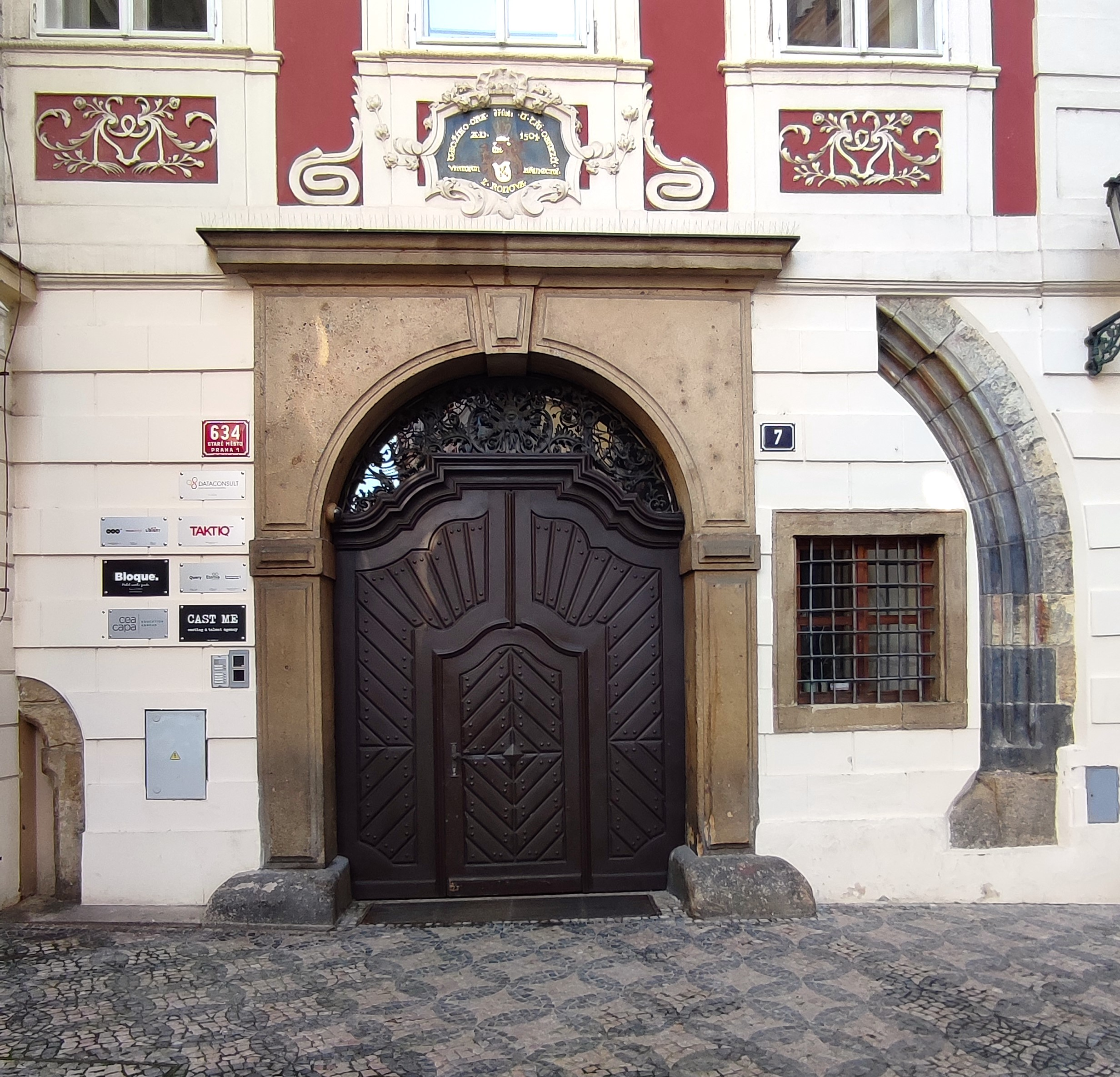
Portál domu s částí gotického ostění (vpravo) a gotického okna (vlevo dole)

Dům byl založen jako raně gotický ve 3. čtvrtině 13. století a přestavěn ve druhé polovině 14. století. Z obou stavebních etap se v suterénu dochovalo pět prostor s valenými klenbami a jedna s dvojicí křížových kleneb. Nejstarší zmínka o objektu pochází z roku 1324.
Z roku 1426 se zachovalo označení domus sculpta (dům tesaný), asi podle kamenické práce pískovcového portálu, z něhož se dochovala část ostění s hruškovým profilem oblounů a výžlabků, odhalená na fasádě. Tehdejší cena domu dokládá, že šlo spíše o menší dům. 
Na počátku 16. století dům prošel velkou pozdně gotickou přestavbou a byl pak v majetku šlechtických rodů; jeho majiteli byli např. Viktorin Křinecký z Ronova či Ctibor Tovačovský z Cimburka.
Při velkém pražském požáru byl 21. června 1689 dům zničen, a po pěti letech se dočkal obnovy v raně barokním stylu. Tato obnova mohla být dílem buď Pavla Ignáce Bayera nebo Jana Šimona Pánka (podle Jana Muka). Po roce 1750 dům prošel dílčí pozdně barokní dostavbou dvorního křídla (doloženého k roku 1786), vstupního portálu a krámců. V roce 1831 bylo o patro zvýšeno dvorní křídlo (stáje).  Roku 1839 byla předělena příčkou vstupní síň a roku 1947 upraveno k bydlení podkroví.
Dřívější pojmenování U Tří obrazů souvisí s obrazy sv. Václava, Karla IV. a Jiřího z Poděbrad nad okny 1. patra na jižní boční fasádě.